# Tablica paschalna
Tablica paschalna – używane w średniowieczu zestawienie świąt Wielkanocy, stanowiące podstawę do zestawienia kalendarza ruchomych świąt kościelnych.
Dane te układano w odpowiednie kolumny i opracowywano dla cykli lat mających nastąpić. Początkowo cykl ten zawierał 84 lata, a później rozwinięto go do 95 lat. Beda Czcigodny opracował tablice na 532 lata. Jest to cykl paschalny lub wielkanocny powstały z pomnożenia 19-letniego  cyklu księżycowego przez 28-letni cykl słoneczny (powstały z kombinacji 4-letniego cyklu roku przestępnego i 7 dni tygodnia). Bardzo popularne były tablice paschalne ułożone przez Dionizjusza Małego.
Pierwsza w Polsce tablica paschalna pochodziła z Fuldy i trafiła nad Wartę w latach 70. X wieku prawdopodobnie przez Czechy. W 1013 roku Rycheza, żona Mieszka II, przywiozła do Polski kolejną tablicę paschalną. Na tablicach paschalnych dokonywane były zapiski najstarszych polskich roczników: Rocznika Jordana i Rocznika Rychezy, także roczników późniejszych.